# Per Sundstedt

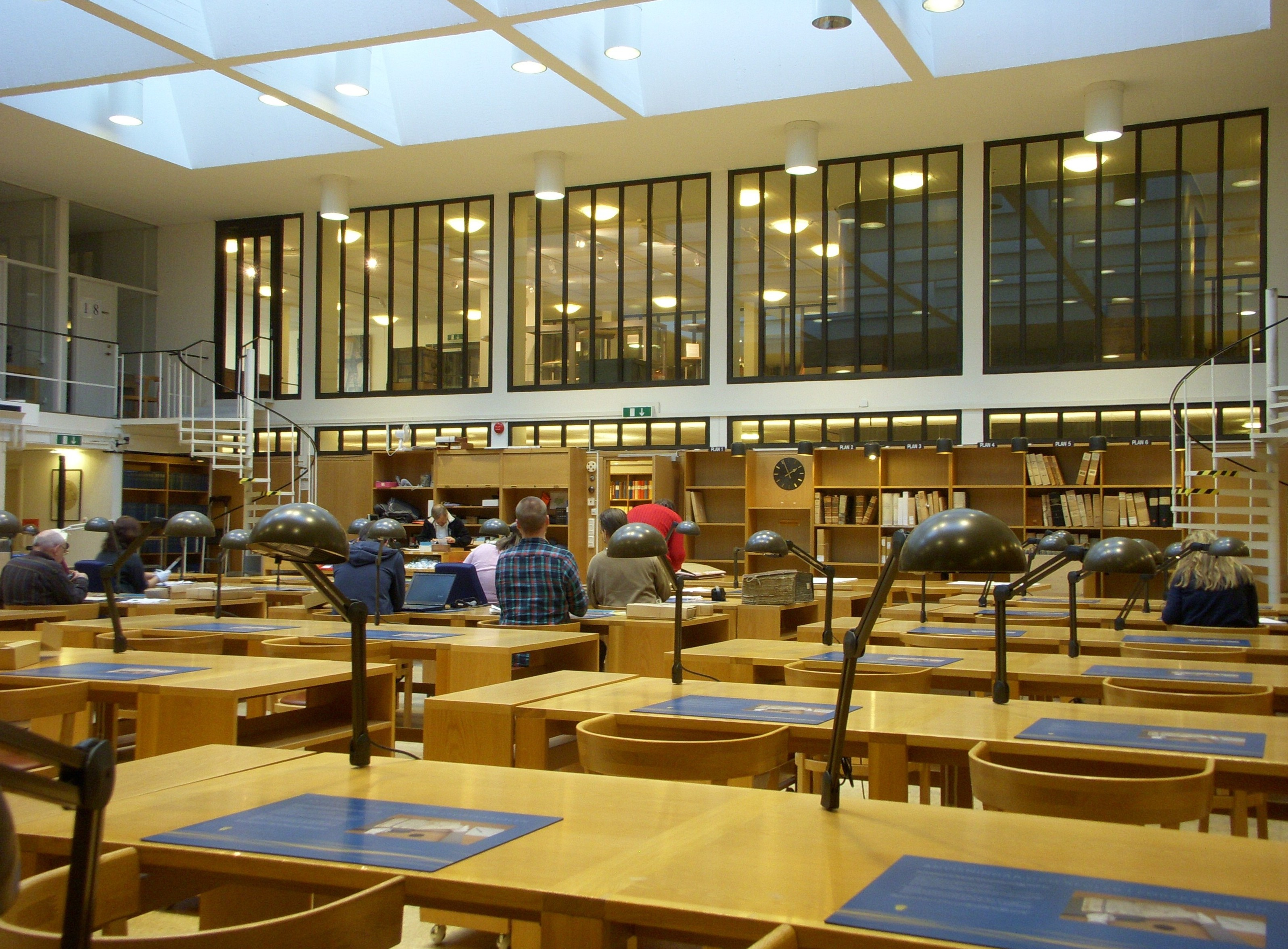
Skrivbordsbelysning ”Rikta” i Riksarkivet formgavs av Per Sundstedt.

Per Arne Sundstedt, född den 19 juni 1941 i Stockholm, död där den 14 maj 2003, var en svensk formgivare och inredningsarkitekt. Han räknas till en av Sveriges mest kreativa belysningsdesigner.

## Liv och verk
Per Sundstedt tog examen vid Konstfack i Stockholm 1964. Hans examensarbete var en sänglampa med mekanisk avbländning som han kallade ”Candela 1”. Efter avslutad utbildning belönades han med Svenska slöjdföreningens stora silvermedalj, som räknades till det finaste erkännande en elev kunde få. Han fick anställning vid Lampan (senare Kosta Lampan, uppköpt av AB Fagerhult)  där han bland annat skapade pendelarmaturen ”Hinken” och bestsäljaren ”Candela”. I mitten av 1960-talet ritade han för Riksarkivets huvudbyggnad i Stockholm en innovativ skrivbordsbelysning kallad ”Rikta”. Lampan skruvades fast på borden i läsesalen och motverkade störande reflexer och blänk från belysta papper. Samtliga lampor som Per Sundstedt formgav på 1960-talet blev VDN-deklarerade, vilket var ovanlig.
För belysningsfirman ZERO Interiör formgav Per Sundstedt armaturserien ps-lamporna och bland annat lamporna ”Berga” och ”Bill”. Tillsammans med Bengt Källgren skapades ”Spotty”, ”Cyklo” och ”Trix”. ”Trix” är en takarmatur som består av ett halvt klot i förkromad metall på vilket ett antal magnetiska halogenspots kan fästas och byta plasts. ”Trix” belönades 1989 med designpriset Utmärkt Svensk Form.
För Ateljé Lyktan ritade han bordslampan ”Mars”. Bland större projekt märks belysningen av Berzelii park i Stockholm med parkarmaturen ”Berzeli” som skapades av Sundstedt. År 2003 hedrades Sundstedt med utmärkelsen Årets möbel (instiftad av tidskriften ”Sköna hem”) för sin gungpall ”Ving”.

## Belysningsarmaturer

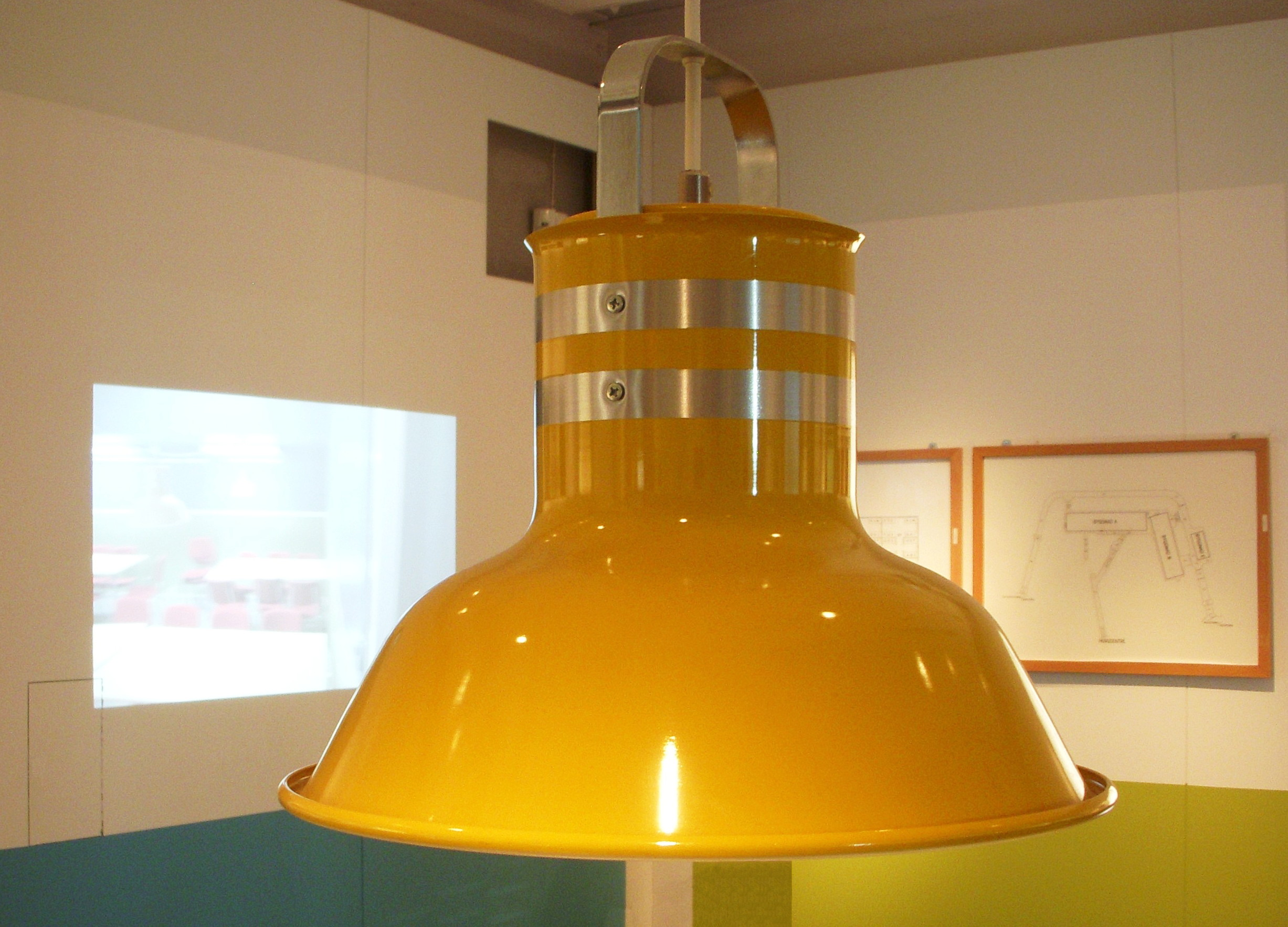
"Hinken" (1970)
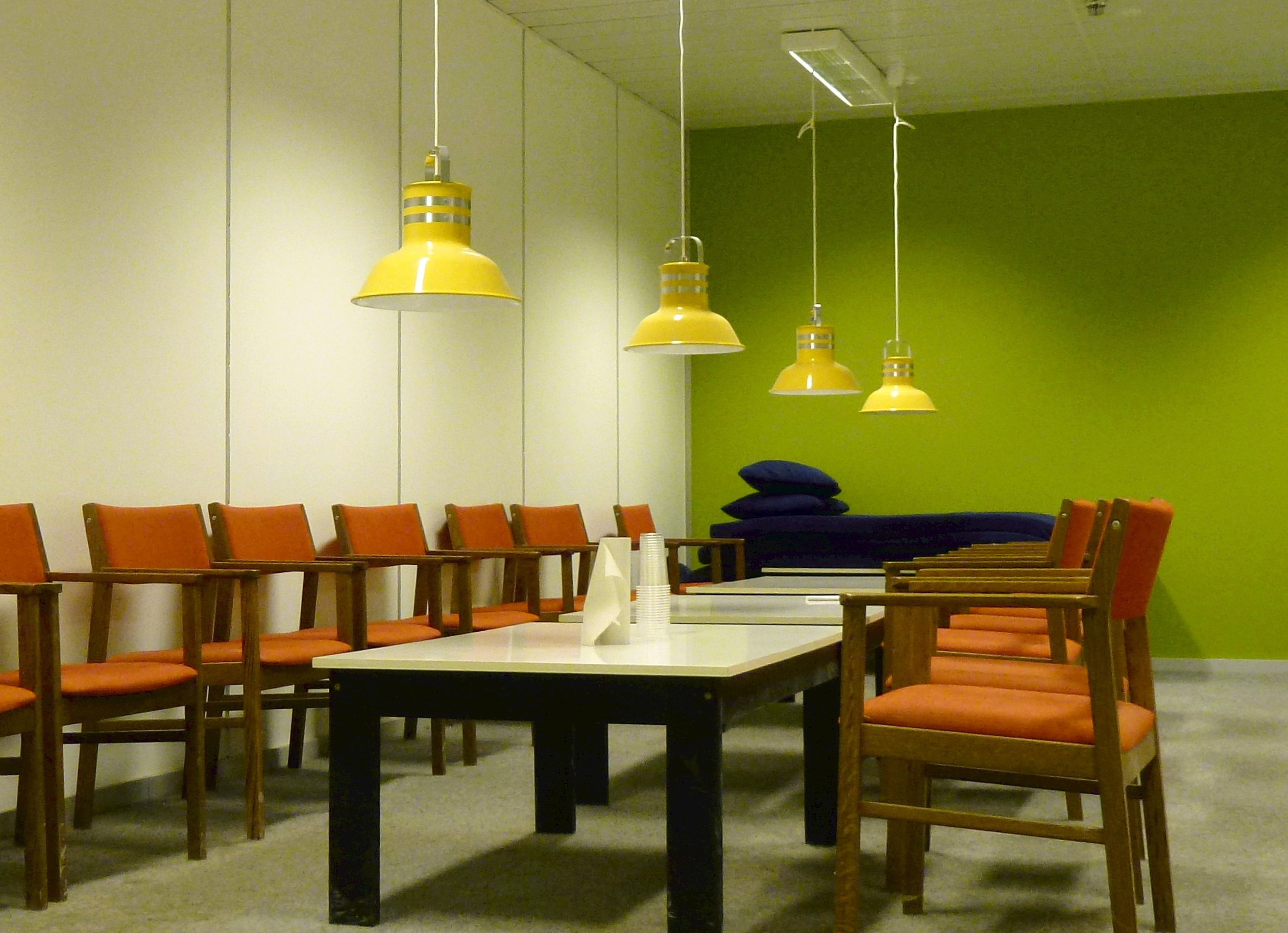
"Hinken" som standardarmatur i ledningscentralen Vargen
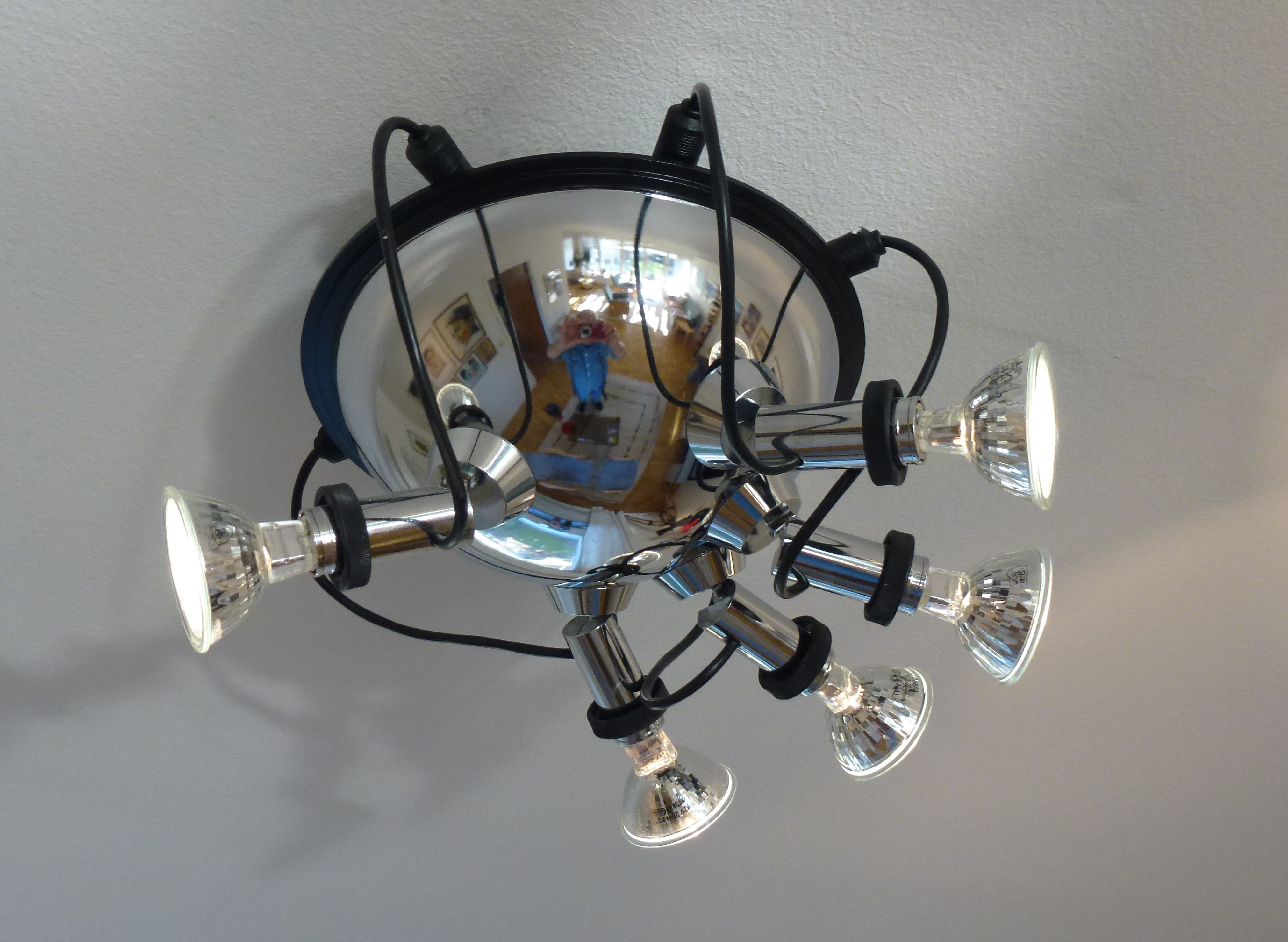
"Trix" (1990)
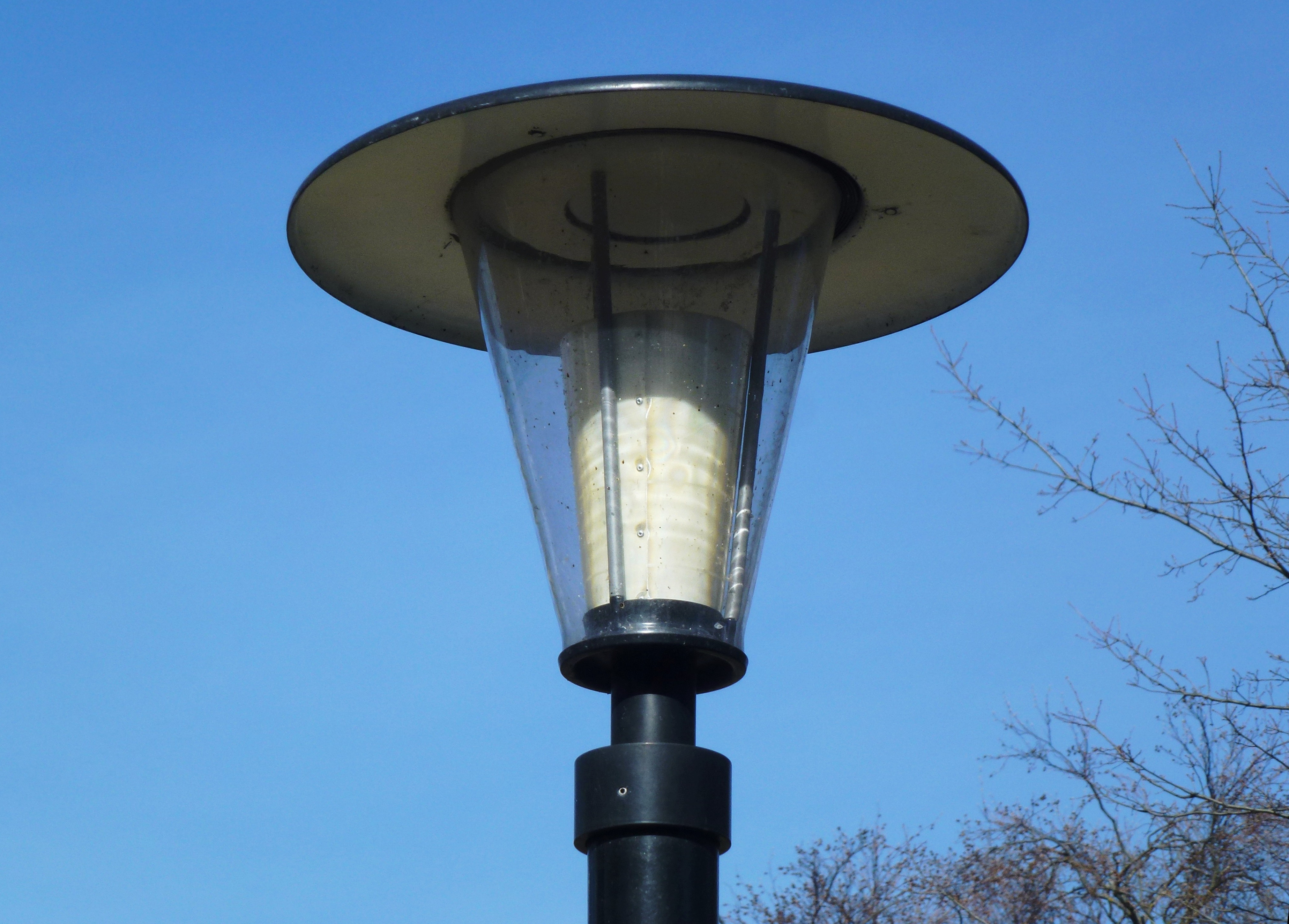
"Berzeli" i Berzelii park
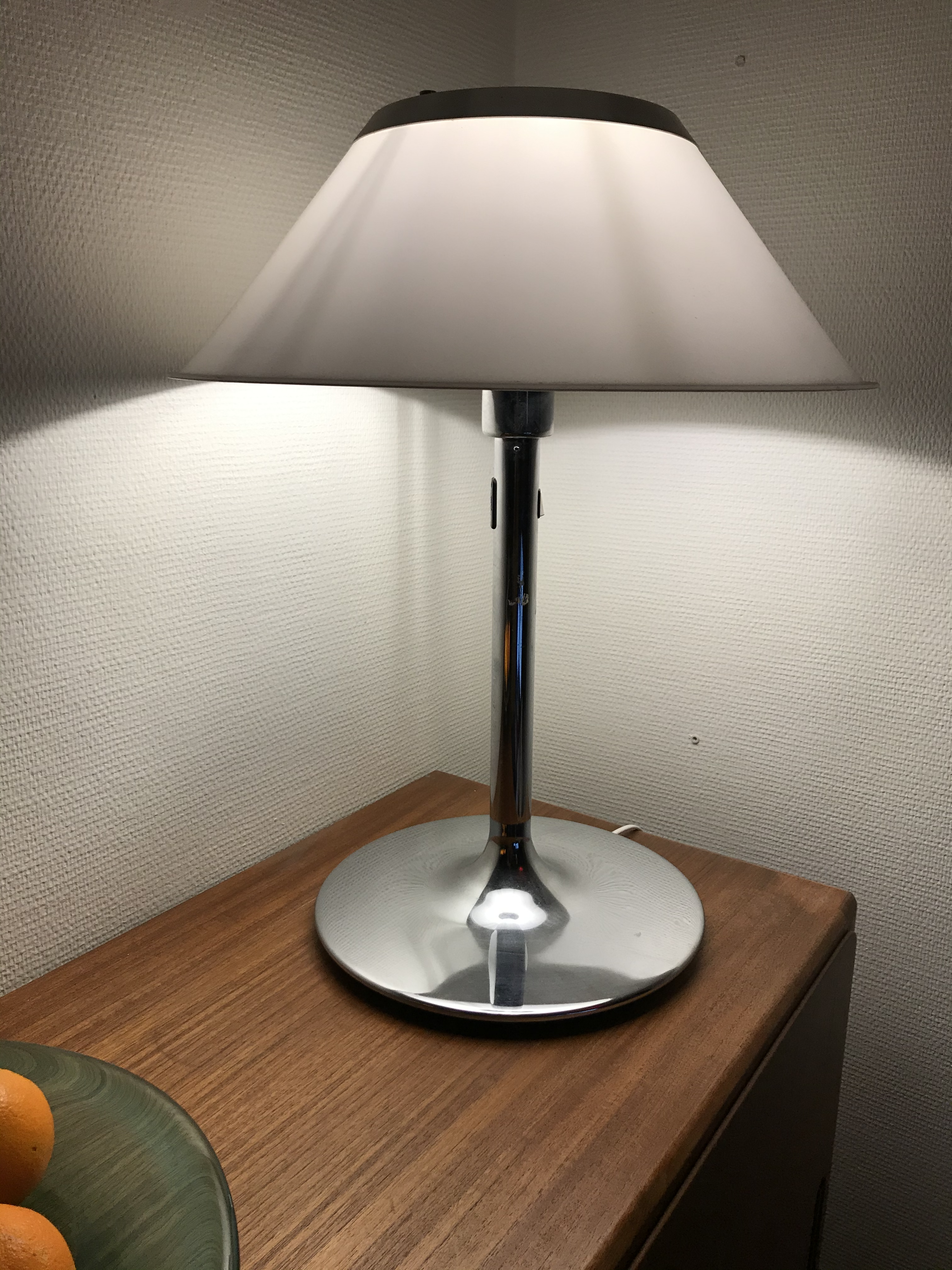
Bordsmodell av ”Mars”